# Diecezja Nilackal
Diecezja Nilackal – diecezja Malankarskiego Kościoła Ortodoksyjnego z siedzibą w Ranni w stanie Kerala w Indiach.
Została erygowana 15 sierpnia 2010. Obejmuje 39 parafii.